# Museo de Arte e Historia de Narbona

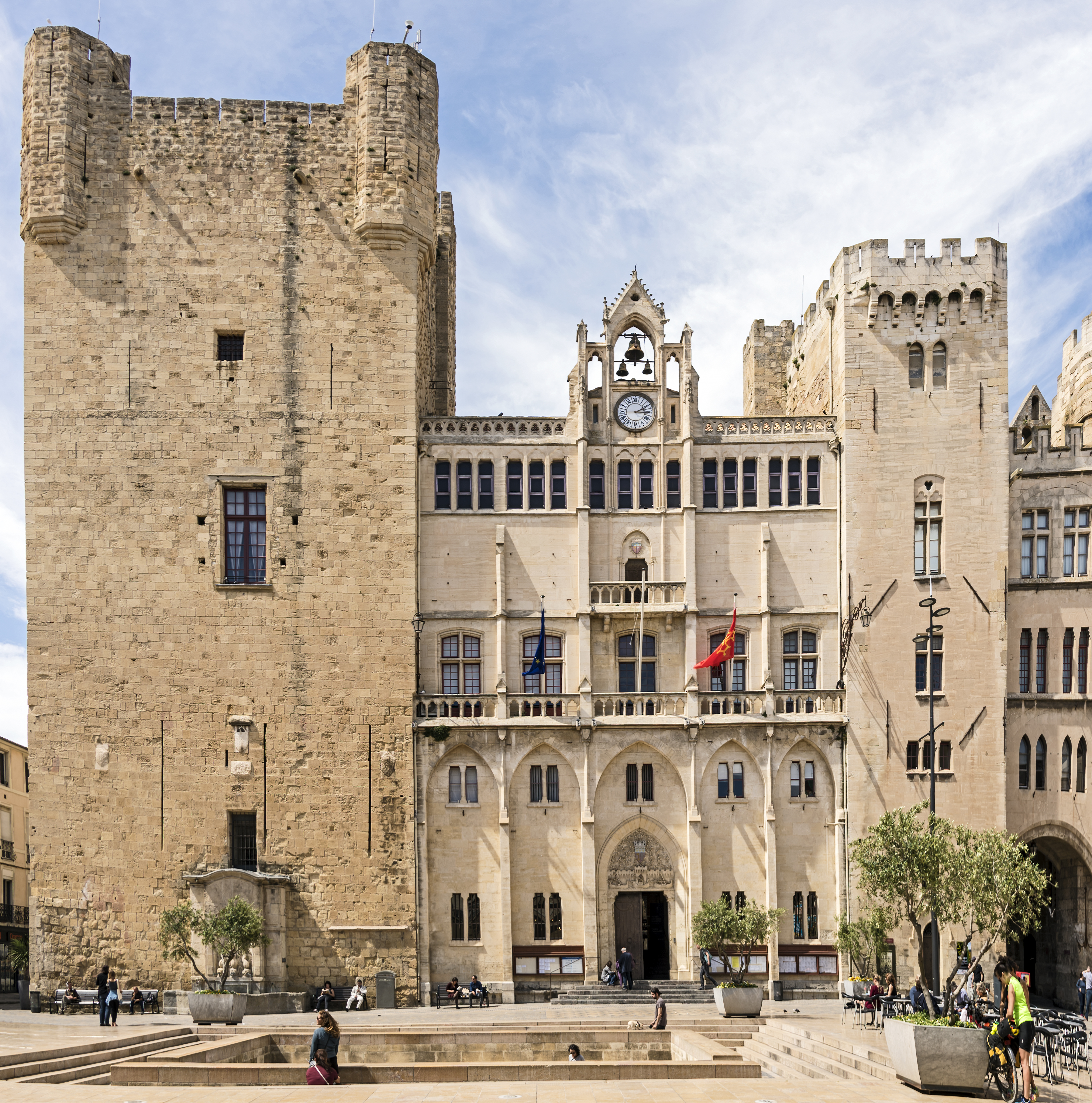
El antiguo palacio de los arzobispos de Narbona, sede del museo

El Museo de Arte e Historia de Narbona (Francia), es un importante museo de esta ciudad de Francia situada en el departamento del Aude. Contiene muchos elementos aportados por los arzobispos, sobre todo del siglo XVII al siglo XVIII e importantes colecciones artísticas que se han ido reuniendo desde 1835.
La Sala de los Guardias o de las Audiencias con una chimenea monumental, la Sala del rey, por donde pasaron alguna vez diversos reyes, entre otros Luis XII de Francia, durante el asedio de Perpiñán, y la conjuración del 5 de marzo, y la sala comedor obra  del arzobispo Monseñor Dillon (1763-1791) son las salas principales.
En cuanto a pintura cabe mencionar los retratos de la escuela francesa del los siglos XVII y XVIII (Van der Meulen, Pierre Mignard, Rigaud, Jean-Baptiste Greuze, Nattier y David) de la escuela flamenca (Brueghel y Pickenoy), de la escuela italiana (Tintoretto y Guerchin) y de la escuela española (Ribera). En escultura el busto de Luis XIV de Francia, de Coysevox.
También hay una espléndida colección de cerámicas decoradas, botes de farmacia y otros objetos de arte.
- Datos: Q3329619
- Multimedia: Musée des Beaux-Arts de Narbonne / Q3329619